# Ray Amm
William Raymond Amm, noto come Ray Amm (Salisbury, 10 dicembre 1927 – Imola, 11 aprile 1955), è stato un pilota motociclistico rhodesiano.
Nato e cresciuto nella Rhodesia Meridionale, Amm gareggiò nella sua ultima stagione per la Federazione della Rhodesia e del Nyasaland.

## Carriera
La sua carriera nel campo del motociclismo è iniziata al termine della seconda guerra mondiale in gare organizzate nel suo paese natale e in Sudafrica; i buoni risultati raggiunti gli hanno permesso poi di trasferirsi a gareggiare in Europa, dove fu ingaggiato come pilota ufficiale della Norton nel 1951.
Nel Motomondiale 1951 già lo si vede gareggiare in alcune prove, come il GP di Francia e il GP delle Nazioni, senza conquistare punti per la classifica iridata.
Nelle stagioni successive del motomondiale ha vinto 6 gran premi e nel 1954 si è laureato vicecampione del mondo nelle classi 500 e 350. Tutti i suoi migliori risultati sono stati ottenuto con la Norton. Era tra l'altro uno specialista del Tourist Trophy dove ha conseguito 3 vittorie assolute.
Dopo aver firmato un accordo che lo legava alla MV Agusta per il motomondiale 1955, ha perso la vita gareggiando nella «Coppa d'Oro Shell» all'Autodromo di Imola, gara non valida per il Motomondiale, uscendo rovinosamente di pista alla curva della Rivazza.

## Risultati nel motomondiale

### Classe 350
| 1951 | Classe | Moto   |  |  |   |  |  |  |  |    |  | Punti | Pos. |
| ---- | ------ | ------ |  |  | - |  |  |  |  | -- |  | ----- | ---- |
| 1951 | 350    | Norton |  |  | 9 |  |  |  |  | 10 |  | 0     |      |

| 1952 | Classe | Moto   |   |     |   |   |    |   |   |    |  | Punti | Pos. |
| ---- | ------ | ------ | - | --- | - | - | -- | - | - | -- |  | ----- | ---- |
| 1952 | 350    | Norton | 6 | Rit | 2 | 2 | NP | - | 1 | NE |  | 21    | 3º   |

| 1953 | Classe | Moto   |   |   |   |    |     |  |  |  |    | Punti | Pos. |
| ---- | ------ | ------ | - | - | - | -- | --- |  |  |  | -- | ----- | ---- |
| 1953 | 350    | Norton | 1 | 2 | 3 | NE | Rit |  |  |  | NE | 18    | 3º   |

| 1954 | Classe | Moto   |   |     |   |   |   |   |   |   |   | Punti | Pos. |
| ---- | ------ | ------ | - | --- | - | - | - | - | - | - | - | ----- | ---- |
| 1954 | 350    | Norton | - | Rit | 1 | - | - | 1 | 3 | 5 | - | 22    | 2º   |

| Legenda | 1º posto        | 2º posto            | 3º posto            | A punti      | Senza punti        | Grassetto – Pole position Corsivo – Giro più veloce |
| Legenda | Gara non valida | Non qual./Non part. | Ritirato/Non class. | Squalificato | '-' Dato non disp. | Grassetto – Pole position Corsivo – Giro più veloce |

### Classe 500
| 1951 | Classe | Moto   |  |  |    |    |    |    |  |    |  | Punti | Pos. |
| ---- | ------ | ------ |  |  | -- | -- | -- | -- |  | -- |  | ----- | ---- |
| 1951 | 500    | Norton |  |  | 28 | 11 | 11 | 12 |  | 12 |  | 0     |      |

| 1952 | Classe | Moto   |   |   |     |   |    |  |     |   |  | Punti | Pos. |
| ---- | ------ | ------ | - | - | --- | - | -- |  | --- | - |  | ----- | ---- |
| 1952 | 500    | Norton | 6 | 3 | Rit | 3 | NP |  | Rit | 9 |  | 9     | 10º  |

| 1953 | Classe | Moto   |   |     |   |    |  |  |  |  |  | Punti | Pos. |
| ---- | ------ | ------ | - | --- | - | -- |  |  |  |  |  | ----- | ---- |
| 1953 | 500    | Norton | 1 | Rit | 2 | NE |  |  |  |  |  | 14    | 5º   |

| 1954 | Classe | Moto   |  |   |    |     |     |   |   |   |  | Punti | Pos. |
| ---- | ------ | ------ |  | - | -- | --- | --- | - | - | - |  | ----- | ---- |
| 1954 | 500    | Norton |  | 1 | AN | Rit | Rit | 2 | 2 | 7 |  | 20    | 2º   |

| Legenda | 1º posto        | 2º posto            | 3º posto            | A punti      | Senza punti        | Grassetto – Pole position Corsivo – Giro più veloce |
| Legenda | Gara non valida | Non qual./Non part. | Ritirato/Non class. | Squalificato | '-' Dato non disp. | Grassetto – Pole position Corsivo – Giro più veloce |